# Rõõsa
Pour les articles homonymes, voir Roosa.
Rõõsa est un village de la commune de Kose du comté de Harju en Estonie.
Au 31 décembre 2011, le village compte 38 habitants.